# Sense8
Sense8 är en amerikansk science fiction-dramaserie, skapad, skriven och exekutivt producerad av syskonen Wachowski och J. Michael Straczynski. Den första säsongen bestående av 12 avsnitt släpptes på Netflix den 5 juni 2015.

## Rollista

### Huvudroller
Huvudpersonerna är åtta telepatiskt sammanlänkade personer, så kallade sensates (översatt till sensitiva), som alla födda den 8 augusti. De utvalda skådespelarna är omkring 25–35 år gamla.

#### De sensitiva
- Aml Ameen (säsong 1) / Toby Onwumere (säsong 2) – Capheus, en empatisk busschaufför i Nairobi med en stark känsla för rättvisa som desperat försöker tjäna ihop pengar till medicin till sin aidssjuka mor.[4][5]
- Bae Doona – Sun Bak, dotter till en mäktig affärsman i Seoul. En stjärna i undergroundkickboxningsvärlden och utbildad ekonom.[3]
- Jamie Clayton – Nomi Marks, en transkvinna och hacktivist i San Francisco med en flickvän vid namn Amanita.
- Tina Desai – Kala Dandekar, en universitetsutbildad farmakolog och dedikerad hindu i Bombay, förlovad med en man hon inte älskar.[3][6]
- Tuppence Middleton – Riley Blue (född Gunnarsdóttir), en isländsk dj med ett besvärligt förflutet, vilket fick henne att fly till London.[3]
- Max Riemelt – Wolfgang Bogdanow, en låssmed och kassaskåpsknäckare i Berlin av ukrainsk  härkomst som har olösta problem med sin avlidne far och deltar i organiserad brottslighet.[3]
- Miguel Ángel Silvestre – Lito Rodriguez, en icke-offentligt homosexuell spansk skådespelare från Bilbao boende i Mexico City.[3]
- Brian J. Smith – Will Gorski, en polis i Chicago besatt av ett olöst mord från sin barndom.[3]

#### Övriga huvudroller
- Freema Agyeman – Amanita, Nomis flickvän[3]
- Anupam Kher – Sanyam Dandekar, Kalas far[7]
- Terrence Mann – Whispers[8] (översatt till Viskaren)
- Naveen Andrews – Jonas Maliki[8]
- Daryl Hannah – Angelica "Angel" Turing[9]